# Sergey Bochkov
Sergey Bochkov, född 20 augusti 1979, är en friidrottare från Azerbajdzjan. Han deltog vid olympiska sommarspelen 2000.